# Archontophoenix
Archontophoenix, rod palmi smješten u podtribus Archontophoenicinae, dio tribusa Areceae, potporodica Arecoideae. Postoji šest priznatih vrsta iz Queenslanda i Novog Južnog Walesa.

## Vrste
1. Archontophoenix alexandrae (F.Muell.) H.Wendl. & Drude
2. Archontophoenix cunninghamiana (H.Wendl.) H.Wendl. & Drude
3. Archontophoenix maxima Dowe
4. Archontophoenix myolensis Dowe
5. Archontophoenix purpurea Hodel & Dowe
6. Archontophoenix tuckeri Dowe

## Sinonimi
- Loroma O.F.Cook